# Ana Maria Mîrcă
Ana Maria Mîrcă (n. Olariu, n. 3 februarie 1984, Brașov, România) este o handbalistă română care joacă pentru clubul CS Dacia Mioveni 2012 pe postul de portar.

## Biografie
Ana Maria Mîrcă a început să joace handbal la nivel de senioare la HCM Roman, iar între 2003 și 2005 a jucat la SC Mureșul Târgu Mureș. În 2007 s-a întors la HCM Roman, unde a rămas până în 2010, când a dat probe la Rulmentul Brașov, dar a semnat cu CB Salud Tenerife din Spania. Handbalista a petrecut un an la Tenerife și încă un an la BM Gijón și s-a întors apoi în România, unde a jucat șase sezoane pentru Corona Brașov. În anul 2018, clubul brașovean nu i-a mai înnoit contractul, iar Mîrcă a plecat la CSM Roman. După desființarea acestei echipe din motive financiare, handbalista a semnat cu SCM Gloria Buzău. În 2022 Mîrcă s-a transferat la CS Dacia Mioveni 2012.

## Palmares
- Cupa Cupelor:
  - Turul 3: 2014

- Liga Europeană:
  - Turul 3: 2021, 2022

- Cupa EHF
  - Semifinalistă: 2016
  - Optimi de finală: 2015
  - Turul 2: 2017

- Liga Națională:
  -  Locul 2: 2014
  -  Locul 3: 2015, 2016

- Cupa României:
  -  Câștigătoare: 2021
  -  Finalistă: 2013
  -  Locul 3: 2014

- Supercupa României:
  -  Câștigătoare: 2021